# 1708
Năm 1708 (số La Mã: MDCCVIII) là một năm nhuận bắt đầu vào Chủ Nhật trong lịch Gregory (hoặc một năm nhuận bắt đầu từ ngày thứ năm của lịch Julius chậm hơn 11 ngày). Năm 1708 của lịch Thụy Điển là một năm nhuận bắt đầu từ ngày thứ tư, một ngày trước của lịch Julius.

## Sinh
- 25 tháng 1 - Pompeo Batoni, họa sĩ người Ý (mất 1787)
- 23 tháng 4 - Friedrich von HAGEDORN, nhà thơ Đức (mất 1754)
- 16 tháng 10 - Albrecht von Haller, giải phẫu và sinh lý học Thụy Sĩ (mất 1777)
- 22 tháng 10 - Frederic Louis Norden, thám hiểm Đan Mạch (mất 1742)
- 15 tháng 11 - William Pitt , 1 Earl of Chatham, Thủ tướng Vương quốc Anh (mất 1778)
- 8 tháng 12 - Franz I của Thánh chế La Mã (mất 1765)
- Ngày chưa biết
  - Richard Dawes, học giả kinh điển người Anh (mất 1766)
  - John Hulse, linh mục Anh giáo (mất 1790)